# Physalaemus erikae
Physalaemus erikae es una especie de anfibio anuro de la familia Leptodactylidae.

## Distribución geográfica
Esta especie es endémica del estado de Bahía en Brasil. Habita alrededor del municipio de Guaratinga.

## Descripción
Las 5 muestras de machos adultos observadas en la descripción original miden entre 21,6 mm y 26,6 mm de longitud estándar y las 13 muestras de hembras adultas observadas en la descripción original miden entre 19,2 mm y 27,1 mm de longitud. estándar.

## Etimología
Esta especie lleva su nombre en honor a Erika Costa Elias, la esposa del segundo autor, Bruno Vergueiro Silva Pimenta.

## Publicación original
- Cruz & Pimenta, 2004 : New Species of Physalaemus Fitzinger, 1826 from Southern Bahia, Brazil (Anura, Leptodactylidae). Journal of Herpetology, vol. 38, n.º 4, p. 480-486[6]